# Ouèdèmè-Pédah
Ouèdèmè-Pédah est l'un des cinq arrondissements de la commune de Comè dans le département du Mono au Bénin.

## Géographie
Ouèdèmè-Pédah est situé au sud-ouest du Bénin et compte 6 villages que sont Honnougbo, Kpetekan, Kpodji, Pedah Come, Totchon Agni et Zounta.

## Démographie
Selon le recensement de la population de 2013 conduit par l'Institut national de la statistique et de l'analyse économique (INSAE), Ouèdèmè-Pédah compte 6 784 habitants  .

## Galerie de photos

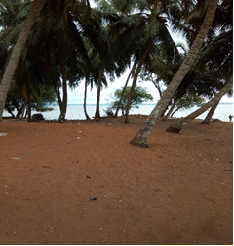
Ouèdèmè